# Nottoway
El nottoway o cheroenhaka és una llengua iroquesa extingida de Virgínia. Hi ha alguns intents de reviure-la. El nottoway està relacionat amb el tuscarora. Actualment encara hi ha indis nottoway, no sols a Virgínia, sinó també a Wisconsin i el Canadà, on alguns dels seus avantpassats van fugir al segle XVIII; la llengua, però, s'ha perdut gairebé totalment, i és coneguda només per unes poques llistes de paraules escasses anotades fa 200 anys.
El vocabulari o la llengua (Dar-sun-ke) dels Indis Cheroenhaka (Nottoway) és una compilació de llistes i materials de base que es remunten al 4 de març de 1820. Una carta escrita a mà de l'antic president Thomas Jefferson a Peter S. DuPonceau, del 7 de juliol de 1820, estableix que el vocabulari indi Cheroenhaka (Nottoway) fou obtingut el 4 de març de 1820 d'una dona de nom d'Edie Turner, senyalada com a la seva “reina” i que havia adquirit una còpia del vocabulari de John Woods, un ex professor de Matemàtiques a la College of William and Mary. Jefferson també infereix en la seva carta de 7 de juliol de 1820, que en el moment de l'enregistrament del vocabulari, els membres de la Tribu Índia Cheroenhaka (Nottoway), al comtat de Southampton Virgínia, encara vivien a set mil hectàrees de terra tribal en la reserva, a l'oest del riu Nottoway, a dos quilòmetres de Jerusalem [Courtland…WDB] al comtat de Southampton de Virgínia.